# Sóc bay phương Nam
Glaucomys volans là một loài động vật có vú trong họ Sóc, bộ Gặm nhấm. Loài này được Linnaeus mô tả năm 1758.

## Hình ảnh

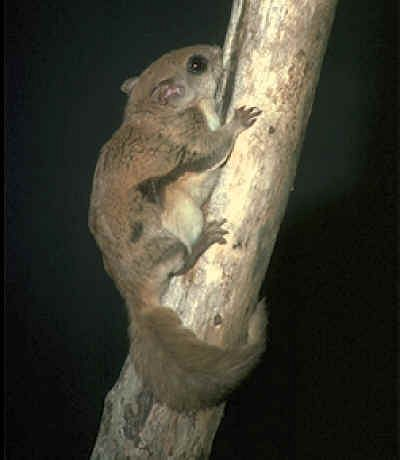
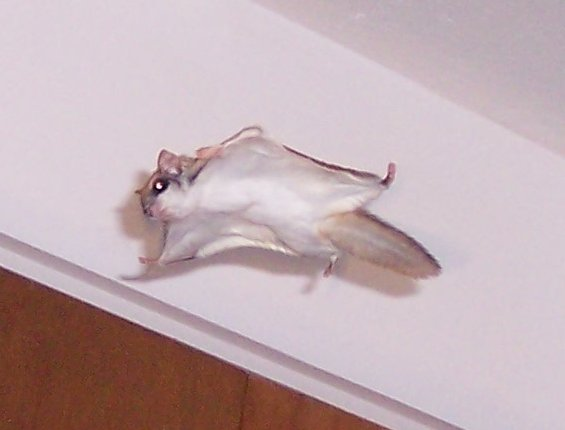
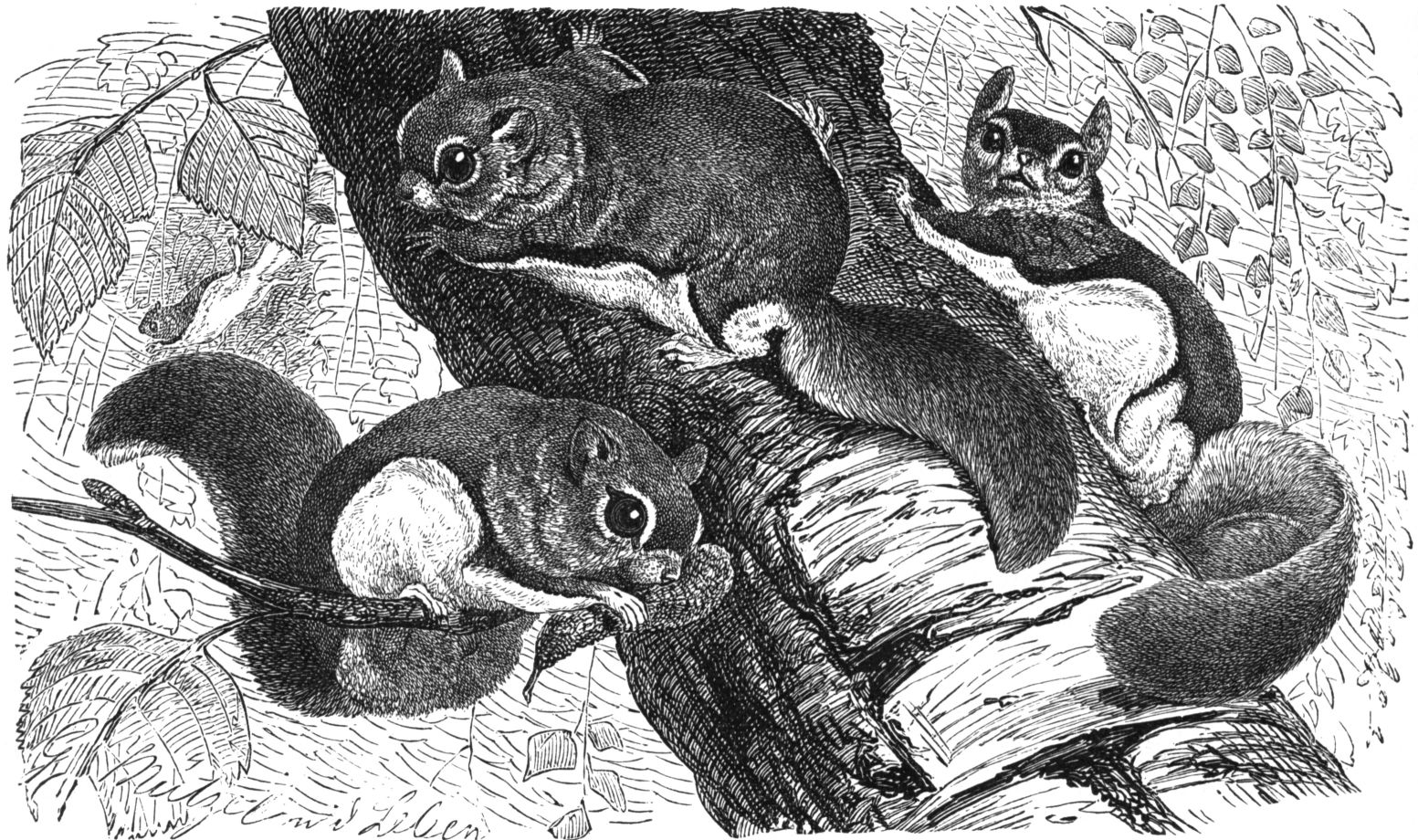

## Phân loài
- G. v. volans
- G. v. chontali
- G. v. goldmani
- G. v. guerreroensis
- G. v. herreranus
- G. v. madrensis
- G. v. oaxacensis
- G. v. querceti
- G. v. saturatus
- G. v. texensis
- G. v. underwoodi